# The Man from Home
The Man From Home é um filme dramático britânico de 1922 dirigido por George Fitzmaurice, adaptação de uma peça de mesmo nome escrita por Booth Tarkington e Harry Leon Wilson. Uma versão cinematográfica já havia sido filmada em 1914 por Cecil B. DeMille sob o mesmo nome. Alfred Hitchcock foi creditado como designer de intertítulo da versão britânica. Várias cenas foram filmadas em locações na Itália.
Uma cópia do filme sobreviveu graças ao Netherlands Filmmuseum Amsterdam (EYE Institut). Foi exibido publicamente em setembro de 2015 (provavelmente pela primeira vez desde os anos 1920) durante o British Silent Film Festival em Leicester.

## Elenco
- James Kirkwood como Daniel Forbes Pike
- Anna Q. Nilsson como Genevieve Granger-Simpson
- Geoffrey Kerr como Horace Granger-Simpson
- Norman Kerry como Príncipe Kinsillo
- Dorothy Cumming como Princesa Sabina
- José Ruben como Ribière
- Annette Benson como Faustina Ribière
- John Miltern como o Rei
- Edward Dagnall como o Pai
- Clifford Gray como o Secretário do Rei